# 신성 동맹 (1815년)

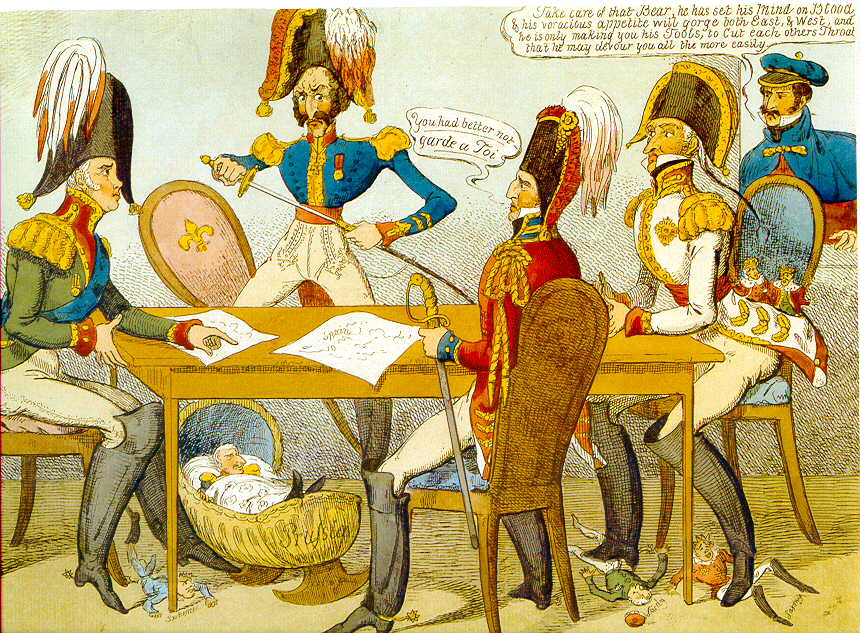
신성 동맹

신성 동맹(프랑스어: Sainte-Alliance, 독일어: Heilige Allianz, 러시아어: Священный союз, 영어: Holy Alliance, Grand Alliance)은 1815년 9월 26일, 프랑스 파리시에서 러시아와 오스트리아, 프로이센 간에 체결된 동맹이다. 영국에도 제안되었지만, 영국은 자신들의 전통 외교 정책을 고수하며 참가를 거부했다.

## 배경
신성 동맹의 창설은 러시아 황제 알렉산드르 1세가 기독교 정신에 입각한 동맹을 만들자고 제안하여 만들어진 것이다. 알렉산드르 1세는 성경의 계시를 받았다는 개인적인 경험과 골리친, 코셀레프, '무명의 철학자' 생 마르텡, 크뤼데너 부인 등의 도움에 힘입어 종교적 사명감을 가지고 유럽 대륙을 구원하길 원했다.
알렉산드르는 빈 회의의 마지막에 신성동맹을 제안했다. 오스트리아의 외상 메테르니히는 신성동맹을 탐탁케 여기지 않았으나 러시아의 주장을 거절하는 것이 빈 회의의 성공적인 마무리에 도움되지 않는다고 판단, 내용을 수정하여 신성동맹에 협력하게 된다.

## 목적
신성동맹의 기본 구상은 유럽 정치 질서를 기독교의 원칙에 따라 재건하고 그 위에 국제 평화를 이룩하려는 데에 있다. 알렉산드르 1세는 유럽을 기독교적인 정신으로 통합하려 하였고, 특히 패전국인 프랑스를 종교적으로 구원하려 하였다.
기본 취지만 본다면 신성동맹이 특이한 조약이라고 할 수 없지만 러시아의 사상과 국제정치적인 입장을 반영하였기 때문에 문제가 되었다. 알렉산드르 황제는 나폴레옹 전쟁 이후 유럽의 정치 질서 원칙을 제시하려 했다. 러시아는 나폴레옹에 맞서 유럽을 구한 국가가 러시아이기 때문에 러시아가 그에 걸맞은 위상을 가져야 한다고 생각했기에 새로운 정치 질서의 주창자로 나선 것이었다. 그 뿐 아니라 러시아는 신성동맹을 기반으로 유럽에서 패권의 기반을 다진 후 외부 세계로 팽창하려는 의도를 가졌던 것으로 평가되기도 한다.
종교적 목적 뒷면의 정치적 목적을 보면, 알렉산드르 황제는 프랑스와 오스트리아, 프로이센이 협력하게 되는 것을 막고 영국에 대치하여 유럽대륙에서 러시아의 영향력을 높이려 했다. 이러한 러시아 황제의 목표와 프랑스 혁명의 이념이 유럽에 퍼지는 것을 우려한 열강의 이해가 일치했던 것이다. 특히 수많은 민족으로 이루어진 러시아와 오스트리아는 그들이 통치하고 있던 소수 민족들의 봉기를 두려워했고, 프로이센 역시 폴란드 3국 분할로 획득한 폴란드가 우려되기는 마찬가지였기 때문에 반동적인 오스트리아의 입장에 대체로 동조하는 편이었다. 그리하여 러시아 황제는 1815년 9월 하순 오스트리아 황제와 프로이센 국왕과 더불어 기독교 정신에 입각해 국제정치 질서를 확립해야 한다는 특이한 조약을 체결했던 것이다.
신성 동맹이 체결된 이후 열린 1820년 트로파우 회의 등 일련의 국제 회의에서 유럽의 주요 강대국인 4개국(나중에는 프랑스까지 5개국)이 민족주의, 자유주의 "반란"이나 폭동, 소요 사태가 발생할 경우 무력으로 개입하여 진압하는 것이 결정되었는데, 그 내용이 신성동맹 조약의 결과라고 여겨지자 동맹 자체에 대한 반발이 일어나게 되었다. 따라서 신성동맹은 반동적이고 반민주적이라는 비판을 받게 되었다. 이 신성 동맹은 1914년 7월 28일 제1차 세계 대전이 발발함으로 인해 깨지게 되었다.

## 역할과 의의
신성동맹은 4국 동맹과 함께 유럽협조체제를 대표하였다. 그러나 기독교적인 이상은 열강들에게 공감받지 못했고 영국, 로마 교황등의 참여를 이끌어내지 못했다. 결국 각국의 이해가 첨예한 유럽 대륙의 통합을 이루지도 못한 채 1825년 알렉산드르의 사망 이후 주목받지 못하게 되었다.
한편, 러시아의 입장에서 보았을 때, 신성동맹은 빈 회의에서 만족시키지 못한 팽창 열망을 드러낸 것이었다. 러시아는 신성 동맹의 명분하에 스페인에 개입, 라틴 아메리카의 식민지로 눈을 돌렸으나 영국의 반대와 1823년 미국의 먼로 독트린 천명으로 목적을 이루지 못했다.

## 광의적 의미의 신성동맹
신성동맹은 넓은 의미에서 빈 체제와 같은 의미로 쓰이기도 한다. 빈 체제라는 말보다 그 시대의 종교적(신교와 구교를 넘어)인 그리고 왕권 신수설을 지키고자한 그들의 이념적 통일성을 잘 나타낸다고 하겠다.

## 공산당 선언과 신성동맹
마르크스와 엥겔스의 공산당 선언은 서문에서 이 신성동맹을 비판하면서 시작된다.
"하나의 유령이 유럽을 배회하고 있다. 공산주의라는 유령이. 구유럽의 모든 세력들, 즉 교황과 짜르, 메테르니히와 기조, 프랑스의 급진파와 독일의 경찰이 이 유령을 사냥하려고 신성 동맹을 맺었다.…"

## 참고 문헌
- 《세계 외교사》, 김용구, 서울대학교출판부, 2006